# (29454) 1997 RZ6
1997 أر زد 6 (ويعرف أيضًا باسم (29454) 1997 أر زد 6 وفق تسمية الكوكب الصغير) (بالإنجليزية: 1997 RZ6)‏ هو كويكب ضمن حزام الكويكبات؛ وترتيبه 29454 من حيث الاكتشاف.
اكتُشف هذا الجُرم الفلكي بواسطة George R. Viscome ‏ في 9 سبتمبر 1997.

## وصلات خارجية
- (29454) 1997 RZ6 في قاعدة بيانات مختبر الدفع النفاث لأجرام النظام الشمسي الصغيرة

- الاكتشاف · مخطط المدار ·  العناصر المدارية · المعلمات المادية

- (29454) 1997 RZ6 على موقع ويكي سكاي: DSS2, SDSS, GALEX, IRAS, Hydrogen α, X-Ray, Astrophoto, Sky Map, Articles and images